# Hypoestes sessilifolia
Hypoestes sessilifolia är en akantusväxtart som beskrevs av John Gilbert Baker. Hypoestes sessilifolia ingår i släktet Hypoestes och familjen akantusväxter. Inga underarter finns listade i Catalogue of Life.